# Kevin Stewart
Kevin Stewart, né le 7 septembre 1993 à Enfield, est un footballeur international jamaïcain qui évolue au poste de milieu de terrain.

## Biographie

### Formation et débuts
Formé à Tottenham Hotspur, Kevin Stewart est prêté pour un mois à Crewe Alexandra en mars 2013. Il dispute son premier match au niveau professionnel le 1er avril 2013 face à Preston North End. Il dispute quatre rencontres de championnat avant de réintégrer l'effectif réserve des Spurs le mois suivant.

### Liverpool FC
Stewart est recruté par le Liverpool FC début juillet 2014. Successivement prêté à Cheltenham Town, Burton Albion puis Swindon Town, il prend part à son premier match avec les Reds en étant titularisé lors du match de Coupe d'Angleterre face à Exeter City (2-2) le 8 janvier 2016. Il est ensuite titularisé lors des trois prochains matchs de Liverpool en Coupe d'Angleterre avant de disputer sa première rencontre en Premier League à Aston Villa. Il entre en jeu peu après l'heure de jeu et Liverpool remporte le match 0-6. Le défenseur anglais acquiert la confiance de Jürgen Klopp puisqu'il est régulièrement utilisé par l'entraîneur allemand en cette fin de saison 2015-2016. Il en est de même dès la reprise, Kevin Stewart entre régulièrement en jeu en fin de rencontre.

### Hull City et après
Le 21 juillet 2017, Stewart s'engage pour trois ans avec Hull City AFC.
Le 23 janvier 2021, il rejoint Blackpool.

## Statistiques
| Saison                | Club                   | Championnat           | Championnat | Championnat | Coupe(s) nationale(s) | Coupe(s) nationale(s) | Total | Total |
| Saison                | Club                   | Division              | M.          | B.          | M.                    | B.                    | M.    | B.    |
| 2012-2013             | Tottenham Hotspur      | Premier League        | -           | -           | -                     | -                     | 0     | 0     |
| 2012-2013             | Crewe Alexandra (prêt) | League One            | 4           | 0           | -                     | -                     | 4     | 0     |
| 2013-2014             | Tottenham Hotspur      | Premier League        | -           | -           | -                     | -                     | 0     | 0     |
| 2014-2015             | Liverpool FC           | Premier League        | -           | -           | -                     | -                     | 0     | 0     |
| 2014-2015             | Cheltenham Town (prêt) | League Two            | 4           | 1           | -                     | -                     | 4     | 1     |
| 2014-2015             | Burton Albion (prêt)   | League Two            | 7           | 2           | -                     | -                     | 7     | 2     |
| 2015-2016             | Swindon Town (prêt)    | League One            | 5           | 0           | 2                     | 0                     | 7     | 0     |
| 2015-2016             | Liverpool FC           | Premier League        | 7           | 0           | 4                     | 0                     | 11    | 0     |
| 2016-2017             | Liverpool FC           | Premier League        | 4           | 0           | 5                     | 0                     | 9     | 0     |
| 2017-2018             | Hull City AFC          | Championship          | 17          | 0           | 3                     | 0                     | 20    | 0     |
| 2018-2019             | Hull City AFC          | Championship          | 27          | 0           | 3                     | 0                     | 30    | 0     |
| 2019-2020             | Hull City AFC          | Championship          | 16          | 1           | 1                     | 0                     | 17    | 1     |
| Total sur la carrière | Total sur la carrière  | Total sur la carrière | 91          | 4           | 18                    | 0                     | 109   | 4     |